# Zodiac – Auf der Spur eines Serienkillers
Zodiac – Auf der Spur eines Serienkillers (Originaltitel Zodiac) ist der Titel einer Chronik über einen Serienmörder in den USA, Kalifornien, der als Zodiac-Killer in die Kriminalgeschichte einging. Es wurde von Robert Graysmith im Jahre 1986 veröffentlicht. Die deutsche Erstausgabe erschien im April 2007 im Heyne Verlag in einer Übersetzung aus dem Amerikanischen von Norbert Jakober.

## Zum Autor
Robert Graysmith, der dieses Buch geschrieben hat, war 1969 beim San Francisco Chronicle als Karikaturist angestellt. Er war dabei, als die ersten Briefe von Zodiac eintrafen. Mit jedem neuen Brief und jedem neuen Rätsel, die die Zeitung erhielten, wurde Graysmith neugieriger und begann sich nun mit den Briefen und Rätseln zu befassen. Er versuchte Zodiac zu entlarven oder wenigstens so viele Teile des Puzzles zu sammeln, dass andere eines Tages diesen Serienmörder enttarnen können.

## Zum Buch
Dieses Buch ist chronologisch geordnet und beginnt mit dem Mord des ersten Pärchens am 20. Dezember 1968. Des Weiteren enthält es auch die Originalbriefe des Killers.

## Inhalt
Graysmith schreibt seine gesamten Recherchen nieder und verfasst aus einer großen Masse von Dokumenten dieses Buch. Er geht auf die Ermittlungsarbeit ein und befragt viele Personen, die aus dem Umfeld der Tatorte sowie der Opfer stammen, um eine Spur zu finden. Am Anfang des Buches geht es rein um das Vorgehen an den Tatorten und um das Leben der Menschen, bevor sie ein Opfer von Zodiac wurden.
Im weiteren Verlauf befasst er sich mit der Arbeit der Polizei und mit den Briefen, die nach dem zweiten Mord an Polizei und einige Tageszeitungen geschickt wurden, erst danach machte Graysmith sich an die Arbeit, zu Beginn mit der Entschlüsselung seiner Botschaften in Symbolform. Die Briefe waren für die Behörde aufgrund der Handschrift und der detaillierten Beschreibung über die Morde sehr wichtig. Im letzten als authentisch geltenden Brief behauptet Zodiac, 37 Morde begangen zu haben. Die Behörden rund um San Francisco gingen nur von 5 von ihm tatsächlich ausgeführten Morden aus. Der Täter wurde trotz intensiver Recherche nie gefasst, auch wenn es mehrere Verdächtige gab, unter anderem den wichtigsten Hauptverdächtigen: Arthur Leigh Allen, der von Robert Graysmith für den Täter gehalten wird, da er behauptet, nach Allens Tod nie wieder Drohanrufe oder Briefe erhalten zu haben.
Die Recherchen von Graysmith enden am 22. Juli 1984, also 16 Jahre nach dem ersten Mord.
In den Anhängen erhält man reichlich Informationen über Zodiac, zum Beispiel was die Handschrift angeht, seine Stimme und Sprechweise, Informationen über Zodiacs Ausdrucksweise, die Beschreibung von Zodiac während der Ermittlung, seine Autos, die Waffen, die er benutzt hat, eine Auflistung der Geräte und Hilfsmittel, die Kenntnisse und Ausbildung, die Zodiac hatte sowie eine Beschreibung seiner Vorgehensweise und sein psychologisches Profil.
Das Buch ist das erste umfangreiche Kompendium zu diesem Fall, auf das sich viele spätere Nachforschungen stützten. Zudem hielt es – Mitte der 1980er, als es schon erkaltet war – das Interesse an das damit verbundene Mysterium aufrecht. Es gab aber auch Kritik an Graysmiths Vorgangsweise, insbesondere an einer Fokussierung auf den „Hauptverdächtigen“ Arthur Leigh Allen, ein Verdacht, der sich im Lauf der Ermittlungen nicht erhärten ließ.

## Verfilmung
- 2007: Zodiac – Die Spur des Killers